# Biblia biskupia
Biblia biskupia (ang. Bishops' Bible) – angielski przekład Pisma Świętego wydany w 1568 roku. Przekład został przygotowany za rządów Elżbiety I, królowej Anglii, przez kilkunastu biskupów Kościoła Anglii w celu ograniczenia popularności nowatorskiej Biblii genewskiej.
Przekład został poprawiony w roku 1572 i 1602.
Biblia biskupia była drugim po Wielkiej Biblii autoryzowanym przez władców Anglii przekładem Pisma Świętego. Była to rewizja Wielkiej Biblii, która ze względu na swoje rozmiary była niepraktyczna do użytku prywatnego. Jednakże Biblia biskupia została wydana pospiesznie. Przekład okazał się słaby językowo i nie cieszył się popularnością. W przeciwieństwie do przypisów z Biblii genewskiej, przekład ten miał charakter prokrólewski, co miało umocnić pozycję panujących.
Ze względu na wady Biblii biskupiej król Jakub I zlecił przygotowanie nowego tłumaczenia Biblii, które stał się znane jako Biblia króla Jakuba. Mimo swoich wad Biblia biskupia (wydanie z 1602) wraz z wcześniejszymi przekładami (głównie Williama Tyndale’a) została użyta do rewizji, która stała się znana jako Biblia króla Jakuba i opublikowana w roku 1611.